# Secret Garden (Spiritbox)
Secret Garden è un singolo del gruppo musicale canadese Spiritbox, pubblicato il 25 maggio 2021 come quarto estratto dal primo album in studio Eternal Blue.

## Descrizione
Attraverso il servizio di streaming musicale Apple Music, la cantante Courtney LaPlante ha spiegato che il brano è stato tra i primi dell'album ad essere stato scritto, risalendo infatti all'estate del 2019 quando venne realizzata una prima versione dal titolo provvisorio Chino, ispirato al cantante Chino Moreno. Il testo, definito «romanticamente doloroso», è stato concepito come un'introspezione della paura di perdersi.

## Promozione
Secret Garden è stato commercializzato digitalmente in concomitanza con l'annuncio della data di uscita di Eternal Blue. Riguardo alla sua uscita, LaPlante ha affermato di «non esser mai stata così spaventata di pubblicare un brano» poiché continuando a pubblicare singoli gli ascoltatori avrebbero iniziato a farsi un'idea del genere di musica creato dagli Spiritbox, essendo quindi «spaventata di non soddisfare le aspettative dei fan»; la cantante ha inoltre aggiunto che seppur esso dimostri la «fluidità della musica heavy», non necessariamente presenta lo stesso stile delle altre tracce presenti nell'album.

## Video musicale
Il video, diretto da Jensen Noen e reso disponibile il 27 maggio 2021, è ambientato in una casa di campagna e mostra una ragazza (interpretata da Arya Blankenship da bambina, Michelle Torian da adolescente e Courtney LaPlante) che fin da bambina matura una sorta di ossessione per un albero mistico con cui forma un legame che la porta ad unirsi alla natura circostante.

## Tracce
Testi di Courtney LaPlante, musiche degli Spiritbox e di Daniel Braunstein.
1. Secret Garden – 3:39

## Formazione
Hanno partecipato alle registrazioni, secondo le note di copertina di Eternal Blue:
Gruppo
- Courtney LaPlante – voce
- Michael Stringer – chitarra, basso, batteria
- Zev Rosenberg – batteria

Altri musicisti
- Daniel Braunstein – batteria
- Bill Crook – cori

Produzione
- Daniel Braunstein – produzione, ingegneria del suono, missaggio
- Michael Stringer – coproduzione
- Jens Bogren – mastering
- Kevin Moore – direzione artistica, design

## Classifiche
| Classifica (2021)             | Posizione massima |
| ----------------------------- | ----------------- |
| Stati Uniti (mainstream rock) | 34                |